# Schloss Falkenburg (Pommern)
Schloss Falkenburg (polnisch Zamek w Złocieńcu) befindet sich im hinterpommerschen Złocieniec (Falkenburg) und gilt als das bedeutendste Schloss im historischen Landkreis Dramburg.

## Geschichte

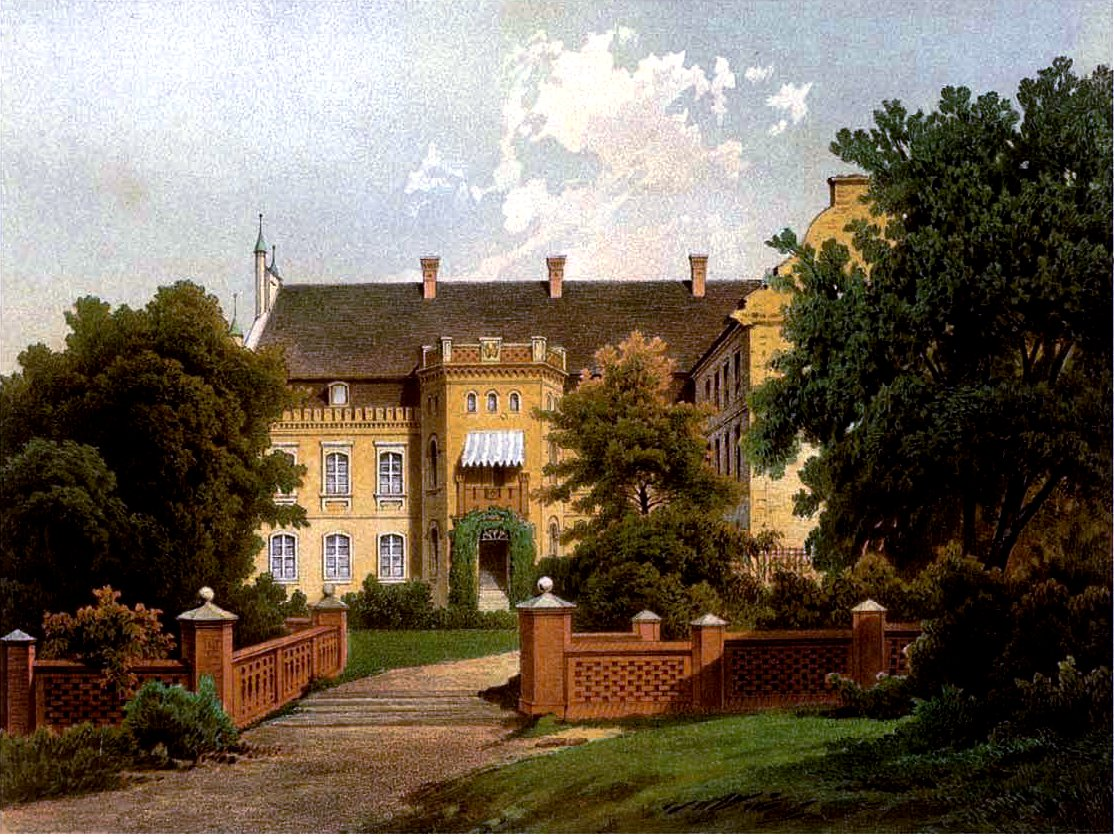
Schloss Falkenburg, um 1860, Sammlung Alexander Duncker

Burg und Dorf Falkenburg wurden vom Templerorden Anfang des 13. Jahrhunderts gegründet. Falkenburg wird 1251 in der Posener Grenzurkunde genannt. Im Jahr 1312 bildet die Burg einen Grenzpunkt zwischen Brandenburg und Polen. Ein Hasso von Wedel aus dem Adelsgeschlecht von Wedel ist 1312 als Burgherr genannt, der von den von Güntersberg gegen die unter polnischem Schutz stehenden von dem Wolde unterstützt wurde. Diese Familien werden 1436 gleichzeitig als wohl anteilige Besitzer genannt. Im Jahr 1470 erwarb Heinrich von Borke, der auf Labes und Pansin saß, den Wedelschen Anteil von Falkenburg. Sohn Carsten kam in Besitz der übrigen Anteile. Für 1550 ist überliefert, dass Matzke von Borke in Falkenburg wohnte und sich 1550 dem Brandenburger Grafen Johann widersetzte, der Falkenburg als Lehen einzog. Bis Ende des Jahrhunderts waren die von Borke wieder Besitzer. Der letzte der von Borke, der Besitzer von Falkenburg war, starb 1824. Im Jahr 1842 war Bernhard von Mellenthin Besitzer. Von 1878 bis 1945 gehörte das Schloss mit dem Schlossgut der Familie von Griesheim. Der letzte Besitzer war Kammerherr Kurt von Griesheim. Griesheim hatte mehrere hohe Ehrenämter inne und war mit Carola Freiin von Dörnberg (1877–1969) verheiratet. Aus ihrer Ehe stammt der Schloss-Erbe, Kurt-Apel von Griesheim-Netzschkau. Ein anderer Sohn des Hauses, Witilo von Griesheim, machte nachfolgend als Beamter Karriere.

### Rittergut
Vor dem Ersten Weltkrieg gehörte zum Herrenhaus der Gutsbesitz des Schlosses selbst, von Rittergut Falkenburg sowie den Vorwerken Alexanderthal, Büddow, Hausrode, Kalenzig, Pridlow und den Förstereien Luisenhof, Neu-Falkenburg, Philippshof. In der Gesamtheit umfasste diese Fläche 3190 ha, davon 1876 ha Wald. Schloss Falkenburg war ein Besitz mit großem Gutsbetrieb, mit jeweils dreistelligen Zahlen in der Viehwirtschaft. Aus dem 1939 letztmals amtlich publizierten Landwirtschaftlichen Adressbuch für Pommern geht die Konstanz des Besitzes zu Schloss Falkenburg hervor, die Gesamtgröße von 3033 ha, davon 1872 ha Wald.
Die Burg überstand den Zweiten Weltkrieg unversehrt, verfiel aber zusehends. Nur Kellergewölbe aus dem dreizehnten Jahrhundert und der Schlosspark mit einer Ulmenallee sind erhalten geblieben.

### Schlossgericht Falkenburg
Mit dem Schloss bzw. Rittergut verbunden war die Patrimonialgerichtsbarkeit. Das Schlossgericht Falkenburg war im Jahre 1837 für Schloss Falkenburg mit 241 Einwohnern sowie für die Dörfer Dietersdorf, Hundskopf, Rittergut Rehberg, Teschendorf und Zülshagen mit zusammen 1409 Einwohnern zuständig. Zusammen gab es damit 1630 Gerichtseingesessene. Am Gericht waren ein Richter, ein Subalterner und ein Hilfsbeamter beschäftigt. Nach der Märzrevolution wurde in Preußen die Patrimonialgerichtsbarkeit abgeschafft und die Gerichtskommission Falkenburg des Kreisgerichts Dramburg wurde das zuständige Gericht.

## Bauwerk
Die ältesten Teile des erhaltenen Baus stammte aus dem 13. Jahrhundert. Umbauten von 1700, 1780 und 1854 sind belegt. Der letztere Umbau beinhaltete offenbar einige Formen der Neugotik.